# Сидорова, Анна Петровна
Анна Петровна Сидорова (род. 15 марта 1978 года, Выборг, Ленинградская область) — переводчик финской, преимущественно детской, литературы.

## Биография
Окончила факультет прибалтийско-финской филологии Петрозаводского государственного университета по отделению финского языка и докторантуру Хельсинкского университета. В 2013—2015 гг. являлась членом правления фонда Cultura (Финляндия), целями которого являются «развитие и укрепление языковой идентичности русскоговорящего населения и поддержка русскоязычной культуры в Финляндии».
Победитель конкурса переводов Института Финляндии в Санкт-Петербурге в номинации «Драматургия» (2005), активный участник проектов по популяризации финской литературы в России и русской литературы в Финляндии, развитию культурных связей двух стран.

## Премии
- Государственная премия Финляндии для переводчиков (фин. Valtion ulkomainen kääntäjäpalkinto) — 2009 год[2].

## Список переводов
- Крун Л. В одежде человека. Самокат, 2008.
- Куннас М. В гостях у Санта-Клауса. Издательский Дом Мещерякова, 2008.
- Куннас М. Викинги идут. Издательский Дом Мещерякова, 2008.
- Линдман М. Храбрая крошка Мемули. Открытый мир, 2008.
- Мюллюахо М. Хаос // Современная драматургия. 2010. № 4 (в соавторстве с А.Беликовой).
- Ниемеля Р., Саволайнен С. Конюшня на Еловой горке. Аня идет в пони-клуб. Самокат, 2012.
- Ниемеля Р., Саволайнен С. Конюшня на Еловой горке. У Ани появился щенок. Самокат, 2014.
- Ниемеля Р. Сокровища лесных эльфов. Детгиз, 2008.
- Нопола Т. Сири и Радость с третьего этажа, Открытый мир, 2007.
- Нопола Т. Сири и её новые друзья, Открытый мир, 2007.
- Нопола Т., Нопола С. Соломенная Шапочка и Войлочная Тапочка, Издательский Дом Мещерякова, 2009.
- Парвела Т. Элла в первом классе, Северная книга, 2008.
- Парвела Т. Элла, Пат и второй класс, Северная книга, 2010.
- Римминен М. Роман с пивом. Текст, 2010.
- Римминен М. С носом. Текст, 2014 (в соавторстве с А.Беликовой).
- Руохонен Л. Остров одиночества // Семь современных финских пьес. Москва: Три квадрата, 2008 (в соавторстве с А.Беликовой).
- Хавукайнен А., Тойвонен С. Тату и Пату − изобретатели. Мир детства медиа, 2010.
- Хавукайнен А., Тойвонен С. Тату и Пату идут на работу. Мир детства медиа, 2010.
- Хавукайнен А., Тойвонен С. Тату и Пату: инструкция по засыпанию. Мир детства медиа, 2011.
- Хавукайнен А., Тойвонен С. Тату и Пату в детском саду. Мир детства медиа, 2011.
- Хавукайнен А., Тойвонен С. Тату и Пату − супергерои. Мир детства медиа, 2012.
- Хотакайнен К. Красная волчанка // Иностранная литература. № 9, 2009 (в соавторстве с А.Беликовой).
- Хуови Х., Лемметтю Ю. Урпо и Турпо. Азбука, 2012.
- Хяркенен А.-Л. Аквариумная любовь. Флюид, 2007.
- Янссон Т. Муми-тролль и конец света. Бумкнига, 2011.